# Lucien Dehoux
Pour les articles homonymes, voir Dehoux.
Lucien Dehoux est un gymnaste belge né en 1890 à Bruxelles (Belgique) et mort le 16 novembre 1964 à Menton (France).

## Biographie
Lucien Dehoux fait partie de l'équipe de Belgique qui remporte la médaille de bronze en système suédois par équipes aux Jeux olympiques d'été de 1920 se tenant à Anvers.
Il est inhumé au Cimetière de Robermont à Liège.